# Ангьянг (футбольний клуб)
«Ангьянг» (в'єт. Câu lạc bộ bóng đá Hùng Vương An Giang) — в'єтнамський футбольний клуб з міста Лонгсюєн, провінція Анзянг.

## Історія
Спочатку команда була підпорядкована Департаменту культури, спорту і туризму, виступала у вищому дивізіоні чемпіонату В'єтнаму в 80—90-их роках XX століття. З кінця 90-их змінювала власників, що мало й певне відображення на результатах клубу.
З 1997 по 2013 роки команда виступала в Першому дивізіоні національного чемпіонату. В 2013 році стала бронзовим призером цього турніру та здобула путівку до вищого дивізіону національного чемпіонату.
В 2014 році команду було розформовано у зв'язку з фінансовими труднощами, проте вже у наступному році клуб був відновлений і розпочав свої виступи в третій за значущістю лізі країни.

## Досягнення
- Перший дивізіон чемпіонату В'єтнаму з футболу
  -  Бронзовий призер (2): 2007, 2013

## Статистика виступів на континентальних турнірах
| Сезон   | Змагання                    | Раунд        |          | Клуб     | Вдома | На виїзді |
| ------- | --------------------------- | ------------ | -------- | -------- | ----- | --------- |
| 1995/96 | Кубок володарів кубків Азії | Перший раунд | Малайзія | Сабах ФА | 1–0   | 0–3       |

## Відомі гравці-легіонери
- Као Нісаї (2004)
- Ung Kanyanith (2004)
- Анатолій Балацький (2005)
- Іссава Сінгтонг (2006—2008)
- Лусіану Сильва да Сильва (2012)
- Агостінью Петронілу Д. О Філью (2013)
- Венсан Боссу (2014—2015)